# Aleksandra Ska
Aleksandra Knaflewska (ur. 13 lutego 1975 r. w Łodzi) – polska artystka intermedialna, zajmująca się fotografią, sztuką wideo i instalacją. 
Jako artystka używa pseudonimu artystycznego – Ska (Aleksandra Ska).

## Życiorys
W latach 1995–2000 studiowała na wydziale Tkaniny i Ubioru na Akademii Sztuk Pięknych w Łodzi. 
Od 2013 roku na Akademii Sztuki w Szczecinie prowadzi Pracownię Rzeźby i Działań Przestrzennych.
W 2011 została uhonorowana Medalem Młodej Sztuki.
Mieszka i pracuje w Poznaniu. 

## Wybrane wystawy indywidualne
- 2025 – Wdowa, Trafostacja Sztuki, Szczecin[2]
- 2015 – Pandemia, Galeria Piekary, Poznań[3]
- 2010 – Objects in Mirror Are Closer than They Appear, Galeria 13 Muz, Szczecin
- 2009 – Siedmiokilowa Kura, Galeria Sztuki Wozownia, Toruń
- 2009 – Objects in Mirror Are Closer than They Appear, Galeria Piekary, Poznań
- 2007 – TATUTITA, Galeria Nowy Wiek, Muzeum Ziemi Lubuskiej, Zielona Góra
- 2006 – Spinka, Galeria Piekary, Poznań
- 2005 – K + S = [| ‡ ∀], Galeria Fotografii i Nowych Mediów, Gorzów Wielkopolski
- 2005 – Gimnastyka żołądka, Galeria Bałucka, Łódź
- 2000 – Polyhydria i Lekcja Anatomii, Muzeum Książki Artystycznej, Łódź

## Wybrane wystawy zbiorowe
- 2024/2025 – Chcemy całego życia. Feminizmy w sztuce polskiej, PGS w Sopocie[4]
- 2016 – Anarchia i nowa sztuka. 100-lecie dadaizmu, CRP, Orońsko[5]
- 2009 – Slick '09 - Contemporary Art Fair, Paryż
- 2009 – ArtVilnus '09, Wilno
- 2009 – Chudo, Galeria Wymiany, Łódź
- 2009 – Urban Legends - Festiwal Sztuki w Przestrzeni Publicznej, Poznań
- 2009 – Na granicy Akademii, Miejski Ośrodek Sztuki, Gorzów Wielkopolski
- 2009 – Epidemia. Kulturowy obraz choroby, Zona Sztuki Aktualnej, Łódź
- 2008 – Międzynarodowy Festiwal Sztuki Wizualnej inSpiracje. Sacrum Profanum. Poza dobrem a złem, Zamek Książąt Pomorskich, Szczecin
- 2008 – Kolekcja sztuki XX i XXI wieku, Muzeum Sztuki w Łodzi, Łódź
- 2008 – Nowe spojrzenie. Młoda polska sztuka z kolekcji Galerii Piekary, Instytut Austriacki, Wiedeń
- 2008 – Mediations Biennale, Voyage Sentimental, Muzeum Narodowe, Poznań
- 2008 – Maszyny pożądające, Zona Sztuki Aktualnej, Łódź
- 2008 – Shifting identity, Visual Produktion Space, Pekin
- 2008 – Berliner Liste, Fair For Contemporary Art, Berlin
- 2008 – Asian Gates, Kunsthalle Faust, Hanower
- 2008 – Na granicy Akademii, Galeria EL, Elbląg
- 2007 – Objecthood, Galeria Hardcore Art Contemporary Space, Miami
- 2007 – 17 mgnień wiosny, Państwowa Galeria Sztuki, Sopot
- 2007 – Nowy podział pracy: niematerialna versus niewolnicza, Austriackie Forum Kultury, Warszawa
- 2007 – Św. Bernadetta, Galeria Program, Warszawa
- 2007 – Berliner Liste, Fair for Contemporary Art, Berlin
- 2007 – Vienna Fair The International Coteporary Art Fair Focused on CEE, Wiedeń
- 2007 – Model ad hoc, Instytut Sztuki Wyspa, Gdańsk
- 2007 – Przeciąg Festiwal Sztuki Młodych, Szczecin
- 2006 – Młódź - identyfikacja, Galeria BWA, Bielsko-Biała, Galeria Miejska Arsenał, Poznań
- 2006 – Galeria Sztuki Wozownia, Toruń
- 2006 – Jej portret nie-wierny, Galeria Manhattan, Łódź
- 2006 – Grünewald 2, Art Center, Łódź
- 2006 – L.H.O.O.Q., Galeria Piekary, Poznań
- 2006 – Ciepło/Zimno - Letnia miłość, Zachęta Narodowa Galeria Sztuki, Warszawa
- 2005 – Młódź - identyfikacja, Miejska Galeria Sztuki w Łodzi, Łódź
- 2005 – Ego, Muzeum Historii Miasta Łodzi, Łódź
- 2005 – Grünewald, Galeria Fotografii i Nowych Mediów, Gorzów Wielkopolski
- 2004 – Biennale Sztuki, Świnoujście
- 2004 – Euroart - Retransmisja, Muzeum Narodowe, Szczecin
- 2004 – Bez tytułu, Triennale Młodych 4, Orońsko
- 2004 – W czterech ścianach, Łódź Biennale, łódź
- 2003 – Globalne zauroczenie. Supermarket Sztuki, Galeria DAP, Warszawa
- 2003 – Design Młodych, Instytut Wzornictwa przemysłowego, Warszawa